# Głowacz (wzniesienie)
Głowacz – najwyższe wzniesienie na Pojezierzu Ińskim o wysokości 179,7 m n.p.m., położone w woj. zachodniopomorskim, w powiecie stargardzkim, w gminie Ińsko.
Obszar wzniesienia został objęty rezerwatem krajobrazowym "Głowacz".
Ok. 0,8 km na północny wschód od wierzchołka Głowacza znajduje się rynnowe jezioro Dłusko.
Głowacz jest jednym z wzniesień moreny czołowej fazy pomorskiej ostatniego zlodowacenia. Stanowi najwyższy punkt Pojezierza Ińskiego oraz dawnego województwa szczecińskiego.
W 1955 roku wprowadzono urzędowo zarządzeniem polską nazwę Kleszczna, zastępując poprzednią niemiecką nazwę Kleist Berg.